# Ryan Hansen
Ryan Albert Hansen (Fountain Valley (Californië), 5 juli 1981) is een Amerikaanse acteur en komiek.
In het begin van zijn acteercarrière speelde Hansen gastrollen in tv-series als Grounded for Life, That's So Raven en Las Vegas. In 2004 deed hij auditie voor de rol van Duncan Kane in de televisieserie Veronica Mars, maar verloor van Teddy Dunn. Rob Thomas, producent en scenarist van de televisieserie, bood hem de rol van Dick Casablancas. 
Als filmacteur hij had verschillende kleine rollen in een aantal films, waaronder Friday the 13th, Superhero Movie, G.I. Joe: Retaliation en Central Intelligence.
Hij speelde de hoofdrol (als zichzelf) in de internetserie Ryan Hansen Solves Crimes on Television, uitgezonden op YouTube.  Het eerste seizoen werd uitgebracht op 25 oktober 2017 en het tweede seizoen werd uitgebracht op 30 januari 2019.

## Filmografie

### Films
- Death by Engagement (2005), als Michael Micelli
- The Cutting Edge: Going for the Gold (2006), als Scottie
- Palo Alto (2007), als Anthony
- Sherman's Way (2007), als Kevin
- Superhero Movie (2007), als Lance Landers
- House Broken (2009), als Elliot Cathkart
- Friday the 13th (2007), als Nolan
- BoyBand (2009), als Tommy
- Brother's Justice (2009), als Lance Jeung
- Bad Actress (2011), als Russell Pillage
- Hit and Run (2012), als Allen
- G.I. Joe: Retaliation (2013), als Grunt
- Last Call (2013), als Phill
- Veronica Mars (2014), als Dick Casablancas
- Jem and the Holograms (2015), als Stephen de bewaker
- Central Intelligence (2016), als Steve
- XOXO (2016), als DJ Avilo
- Bad Santa 2 (2016), als Regent Hastings
- CHiPs (2017), als Brian Grieves
- Literally, Right Before Aaron (2017), als Aaron
- Unicorn Store (2017), als Brock
- Dog Days (2018), als Peter

### Televisie
- The Geena Davis Show (1 aflevering, 2001), als Larry
- Aly McBeal (1 aflevering, 2001)
- Motocrossed (2001)
- Power Rangers Wild Force (1 aflevering, 2002)
- Like Family (2 afleveringen, 2004), als Dell
- Grounded for Life (1 aflevering, 2004), als Matt
- Las Vegas (1 aflevering, 2004), als Jared
- Las Vegas (1 aflevering, 2004), als Brad
- Veronica Mars (2004–2007; 2019), als Dick Casablancas
- That's So Raven (2 afleveringen, 2005–2006), als J. J.
- Party Down (20 afleveringen, 2009–2010), als Kyle Bradway
- Gossip Girl (13 afleveringen, 2009), als Shep
- Friends with Benefits (1 aflevering, 2009), als Ben Harrison
- Childrens Hospital (1 aflevering, 2011), als Kyle Bradway
- Happy Endings (1 aflevering, 2012), als Kyle Bradway
- Key & Peele (1 aflevering, 2012)
- Best Friends Forever (1 aflevering, 2012), als Keith Kazakian
- Royal Pains (1 aflevering, 2012), als Brady Wilkerson
- The League (1 aflevering, 2012–2013), als Ben
- 2 Brooke Girls (12 afleveringen, 2012–2017), als Andy
- Wedding Band (2 afleveringen, 2012), als Cooper
- Parenthood (1 aflevering, 2013), als Luke
- House of Lies (1 aflevering, 2014), als Johnno
- Bad Judge (13 afleveringen, 2014–2015), als Gary Boyd
- Resident Advisors (7 afleveringen, 2015), als Doug Weiner
- iZombie (1 aflevering, 2015), als Carson McComb
- Marry Me (1 aflevering, 2015), als Lee
- Angie Tribeca (1 aflevering, 2016), als Wilson Phillips
- Grandfathered (1 aflevering, 2016), als Chason
- American Dad! (1 aflevering, 2016), als Chad (stem)
- Portlandia (1 aflevering, 2017), als Dax
- Santa Clara Diet (1 aflevering, 2017), als Bob Jonas
- The Mindy Project (1 aflevering, 2017), als Dr. Michael Lancaster
- American Housewife (1 aflevering, 2017), als Zach
- Teachers (13 afleveringen, 2014–2015), als Brent
- Me, Myself & I (1 aflevering, 2018), als Justin
- Fresh Off the Boat (1 aflevering, 2018), als Mr. Grant

### Internetseries
- Ryan Hansen Solves Crimes on Television (16 afleveringen, 2017–2019), als zichzelf